# ملفين كالفن
ملفين كالفن (Melvin Calvin) هو عالم كيمياء حيوية أمريكي. ولد في 8 أبريل 1911 وتوفي في سانت باول في 8 يناير 1997. حصل على جائزة نوبل في الكيمياء سنة 1961.
ولد ملفين كالفن لأب ليتواني وأم جورجية. تحصل على بكالوريوس في العلوم من معهد ميتشيغان للتكنولوجيا (تعرف حاليا باسم جامعة ميشيغان التكنولوجية) سنة 1931 وتحصل على دكتوراه في الكيمياء من جامعة مينيسوتا سنة 1935. أمضى بعد ذلك مدة سبع سنوات في مرحلة ما بعد الدكتوراه في جامعة مانشستر. التحق سنة 1937 بجامعة كاليفورنيا في بيركلي سنة 1937 وأصبح فيها بروفسور كيمياء سنة 1947.
أنتخب كالفن عضوا في كل من الأكاديمية الوطنية للعلوم وفي الجمعية الملكية.

## الجوائز
- جائزة نوبل في الكيمياء (1961),
- قلادة بريستلي (1978),
- قلادة ديفي,
- الميدالية الذهبية من المعهد الأمريكي للكيميائيين,
- قلادة العلوم الوطنية الأمريكية (1989).

## روابط خارجية
- ملفين كالفن على موقع الموسوعة البريطانية (الإنجليزية)
- ملفين كالفن على موقع مونزينجر (الألمانية)
- ملفين كالفن على موقع إن إن دي بي (الإنجليزية)